# Temporada 1968-69 de los San Francisco Warriors
La temporada 1968-69 fue la vigésimotecera de los Warriors en la NBA, y la séptima en la ciudad de San Francisco (California), a donde llegaron procedentes de Filadelfia. La temporada regular acabó con 41 victorias y 41 derrotas, acabando en la tercera posición de la División Oeste, clasificándose para los playoffs, donde cayeron en las semifinales de división ante Los Angeles Lakers.

## Elecciones en elDraft
| Ronda | Puesto | Jugador      | Posición  | Nacionalidad   | Universidad   |
| ----- | ------ | ------------ | --------- | -------------- | ------------- |
| 1     | 9      | Ron Williams | Base      | Estados Unidos | West Virginia |
| 3     | 29     | Don Sidle    | Ala-Pívot | Estados Unidos | Oklahoma      |
| 5     | 57     | Jim Eakins   | Pívot     | Estados Unidos | BYU           |
| 6     | 71     | Bob Allen    | Ala-Pívot | Estados Unidos | UCLA          |

## Temporada regular
| División Oeste           | División Oeste | División Oeste | División Oeste | División Oeste | División Oeste | División Oeste | División Oeste | División Oeste |
| Equipo                   | G              | P              | %              | PD             | Casa           | Fuera          | Neutral        | Div            |
| ------------------------ | -------------- | -------------- | -------------- | -------------- | -------------- | -------------- | -------------- | -------------- |
| x-Los Angeles Lakers     | 55             | 27             | .671           | –              | 32–9           | 21–18          | 2–0            | 30–10          |
| x-Atlanta Hawks          | 48             | 34             | .585           | 7              | 28–12          | 18–21          | 2–1            | 26–14          |
| x-San Francisco Warriors | 41             | 41             | .500           | 14             | 22–19          | 18–21          | 1–1            | 20–20          |
| x-San Diego Rockets      | 37             | 45             | .451           | 18             | 25–16          | 8–25           | 4–4            | 20–20          |
| Chicago Bulls            | 33             | 49             | .402           | 22             | 19–21          | 12–25          | 2–3            | 19–21          |
| Seattle SuperSonics      | 30             | 52             | .366           | 25             | 18–18          | 6–29           | 6–5            | 15–23          |
| Phoenix Suns             | 16             | 66             | .195           | 39             | 11–26          | 4–28           | 1–12           | 8–30           |

## Playoffs

### Semifinales de División
Los Angeles Lakers vs. San Francisco Warriors
| Fecha       | Partido                                            | Ciudad        |
| ----------- | -------------------------------------------------- | ------------- |
| 26 de marzo | Los Angeles Lakers 94, San Francisco Warriors 99   | Los Ángeles   |
| 28 de marzo | Los Angeles Lakers 101, San Francisco Warriors 107 | Los Ángeles   |
| 31 de marzo | San Francisco Warriors 98, Los Angeles Lakers 115  | San Francisco |
| 2 de abril  | San Francisco Warriors 88, Los Angeles Lakers 103  | San Francisco |
| 4 de abril  | Los Angeles Lakers 103, San Francisco Warriors 98  | Los Ángeles   |
| 5 de abril  | San Francisco Warriors 78, Los Angeles Lakers 118  | San Francisco |
|             | Los Angeles Lakers gana las series 4-2             |               |

## Estadísticas
| Rk | Jugador        | Edad | P  | PT | MP   | TC  | TCI  | %TC  | TL  | TLI | %TL  | RB   | AS  | FP  | PTS  |
| 1  | Nate Thurmond  | 27   | 71 |    | 45.2 | 8.0 | 19.6 | .410 | 5.4 | 8.7 | .615 | 19.7 | 3.6 | 2.4 | 21.5 |
| 2  | Jeff Mullins   | 26   | 78 |    | 37.4 | 8.9 | 19.4 | .459 | 4.9 | 5.8 | .843 | 5.9  | 4.3 | 3.2 | 22.8 |
| 3  | Rudy LaRusso   | 31   | 75 |    | 37.1 | 7.4 | 18.0 | .410 | 5.9 | 7.5 | .794 | 8.3  | 2.1 | 3.6 | 20.7 |
| 4  | Clyde Lee      | 24   | 65 |    | 34.4 | 4.1 | 10.4 | .398 | 2.5 | 3.9 | .625 | 13.8 | 1.3 | 3.5 | 10.7 |
| 5  | Al Attles      | 32   | 51 |    | 29.7 | 3.2 | 7.0  | .451 | 1.9 | 2.9 | .638 | 3.5  | 6.0 | 3.6 | 8.2  |
| 6  | Joe Ellis      | 24   | 74 |    | 23.4 | 5.0 | 12.7 | .395 | 2.0 | 2.7 | .731 | 6.5  | 1.8 | 3.5 | 12.0 |
| 7  | Jim King       | 27   | 46 |    | 22.0 | 3.0 | 8.6  | .348 | 1.7 | 2.3 | .722 | 2.6  | 2.7 | 2.2 | 7.7  |
| 8  | Ron Williams   | 24   | 75 |    | 19.6 | 3.2 | 7.6  | .420 | 1.5 | 1.9 | .768 | 2.4  | 3.3 | 2.3 | 7.8  |
| 9  | Bill Turner    | 24   | 79 |    | 18.8 | 2.8 | 6.8  | .415 | 2.2 | 2.9 | .761 | 4.8  | 0.8 | 2.9 | 7.8  |
| 10 | Dale Schlueter | 23   | 31 |    | 18.0 | 2.2 | 5.1  | .433 | 1.5 | 2.6 | .549 | 7.0  | 1.0 | 2.6 | 5.8  |
| 11 | Bobby Lewis    | 23   | 62 |    | 12.2 | 1.8 | 4.7  | .390 | 1.3 | 1.8 | .735 | 1.8  | 1.2 | 1.9 | 5.0  |
| 12 | Bob Allen      | 22   | 27 |    | 8.6  | 0.5 | 1.6  | .326 | 0.7 | 1.3 | .556 | 2.1  | 0.4 | 1.0 | 1.8  |

## Galardones y récords
| Jugador       | Galardón                           |
| Nate Thurmond | Mejor quinteto defensivo de la NBA |
| Jeff Mullins  | All-Star                           |
| Rudy LaRusso  | All-Star                           |